# Till Tamás-gyilkosság
Till Tamás (Baja, 1989. július 19. – Baja, 2000. május 28.) bajai lakosú fiú volt az ezredforduló idején, amikor 11 éves korában, 2000. május 28-án nyoma veszett a város környékén. 24 éven át eltűntként tartották számon, mígnem 2024 júniusában egy bejelentés nyomán a rendőrség egy tanya melléképületében az aljzatbeton alatt elásva megtalálta a földi maradványait. 
A folyamatban lévő államigazgatási eljárás rendelkezésére álló adatai szerint Fehér János gyanúsítható Till Tamás meggyilkolásával. Fehér Jánost 2024. december 12-én – több, mint huszonnégy évvel a bűncselekmény elkövetése után – vették őrizetbe.

## Till Tamás eltűnése
Till Tamás enyhén beszédhibás, önálló fiú volt. 2000. május 28-án, akkor 11 esztendősen kerékpárral indult a közeli vadasparkba; a városban ekkor gyerek- és repülőnapot tartottak. A szülei annyi kikötéssel éltek, hogy 13 órára haza kell érnie. A fiút azonban senki sem látta a gyereknapon és azt követően sem.
Három hónappal később kerékpárja előkerült, mégpedig gondosan letisztítva egy kerítésnek támasztva, ami arra utalt, hogy a fiú nem önszántából tűnt el, valaki szándékosan takaríthatta le, tüntethette el a nyomokat. Más adat szerint a kerékpár szeptember 17-én került elő, egy elgazosodott diófásban, kaszálás közben, annak a tanyának a közvetlen közelében, ahol jóval később a holttestet is megtalálták. A biciklit ezután közlekedési szakértő vizsgálta meg, aki azt állapította meg, hogy sem sérülés, sem „festékkereszteződés” (idegen járműről eredő festéktől származó szennyeződés) nem utal rajta balesetre. Mindössze a kormánynak egy kisebb ferdülése volt rajta megfigyelhető, ami jó eséllyel abból fakadhatott, hogy legelső felfedezője, a kaszálást végző személy félredobta az útból.

## A nyomozás
A rendőrség már a nyomozás elején elkövetett egy súlyos hibát, mivel nem adott ki azonnal körözést, noha már a 2000-ben hatályban lévő törvények is ezt írták elő 14. életévét be nem töltött személy eltűnése esetére. Több hamis információ is zsákutcába juttatta a hatóságokat, ugyanis akadt egy névtelen telefonáló, aki Tamást egy pályaudvaron vélte látni, ám mint kiderült, ez nem bizonyult igaznak. A Till család jogi képviselője arról is beszélt, hogy az eltűnés után a rendőrség az érintett tanyavilág ingatlanjai közül az átvizsgálás tekintetében épp egy olyan ingatlant hagyott ki – valami miatt –, ami akkor egy ott köztiszteletben álló személy tanyája volt – miközben egyébként a holttest később onnan került elő.
A Till család még egy hamis, Tamásnak tulajdonított levelet is kapott nyomtatott betűs Élek felirattal. Tamás szülei is abban a hitben voltak sokáig, hogy fiukat külföldre vitték. Till Mátyás, Tamás édesapja azt nyilatkozta a Blikknek, hogy egy helyi alvilági figura adott neki olyan tippet, miszerint egy spanyolországi pedofilnak adták volna el Tamást.
Felmerült annak lehetősége is, hogy a kisfiút egy autós elgázolhatta, majd pánikba esve elrejtette a holttestét, de ennek ellentmondott, hogy Tamás biciklije sértetlenül került elő, szeptember 17-én. A kerékpár feltalálási helye egyébként közel volt ahhoz a tanyához, ahol jóval később a holttest is előkerült.
Tamás szülei nagyon sokáig reménykedtek abban, hogy fiuk még él. A telefonszámukat nem változtatták meg és a fiú szobáját a felújított házukban újra berendezték, hogy legyen hova hazamennie.
Till Tamás az első helyen szerepelt az FBI eltűnt gyerekeket nyilvántartó listáján is, a magyar nyomozók pedig ötszáz tanút hallgattak ki, eredménytelenül. Farkas Helga után a legtovább eltűntként tartott személy Till Tamás volt a rendszerváltás utáni Magyarországon, s a 2000-es évek eleji sajtó kiemelten foglalkozott eltűnési ügyével.

## Első gyanúsított: Sz. János
A nyomozás korai szakaszában a rendőrség meggyanúsított az ügy kapcsán egy Sz. János nevű, büntetett előéletű férfit, aki egy évvel Tamás eltűnése után megölte barátnőjét, holttestét pedig elásta. A férfi továbbá megerőszakolta az áldozata édesanyját és annak még kiskorú fiúgyermekeit, illetve egyéb szexuális cselekményeiről is tanúbizonyságot tett. Sz. János a nyomozás során bevallotta azt is, hogy megölt egy 10 éves bajai kisfiút, de a vallomását utóbb visszavonta. Sz. János valóban ismerte a Till családot és annak rokonságát, s a pszichológus szakértő is megalapozottnak tartotta állításait, de egyéb konkrét bizonyíték nem volt, amely a bűnösségét alátámaszthatta volna az ügyben, mivel a vallomásában megadott helyszíneken (halastó, szeméttelep) nem találtak semmit. Sz. János, aki kilenc év után szabadult a börtönből, 2023-ban azt állította, hogy kényszer hatása alatt vallotta be Tamás megölését.

## A holttest előkerülése
A fordulatot az a füles jelentette, amely szerint a bajai gyermekotthon egyik akkori lakóját zsarolással rávették, hogy segítsen egy fiú holttestének eltüntetésében. A középpontba Fehér János és egy K. Péternek nevezett egykori lakó került. K. Péter 2011-ben önkezével vetett véget életének, ezért a nyomozók csak a közvetlen környezetétől nyerhettek információkat.
Fehér János elmondta, hogy Péterrel szakmát tanultak a gyermekotthonban és egy W. József nevű, akkor hatvanéves esztergályos vállalkozónál dolgoztak napi ötszáz forintért. K. Péter egykori barátnője is vallomást tett, hogy valamikor a 2000-es évek elején körülbelül 200 000 forintnyi készpénzt látott nála, amelynek eredetét nem árulta el.
Fehér János szerint W. József akkoriban megkereste mindkettőjüket a helyi strandon, hogy segítsenek neki a felhúzás alatt álló melléképületben aljzatbetont lerakni. Csak Péter vállalkozott rá, János nem, mivel azonnal kellett menniük dolgozni. A munkálatok során egy fóliába csavart gyermek holtteste került elő, amikor a talicska kereke megbicsaklott. W. József megfenyegette Pétert és pénzt is adott neki a hallgatásáért cserébe.
W. József 2021-ben, nyolcvanegyéves korában szintén öngyilkos lett.
A nyomozók a helyszíni szemle során felbontották a raktárként funkcionáló melléképület beton padlózatát és megkezdték az alóla előkerült emberi maradványok vizsgálatát. Az erről készült videót 2024. augusztus 1-én tette közzé a rendőrség. A ruhamaradványok egyezést mutattak azzal a ruhával, amit Till Tamás eltűnésekor viselt.
2024. szeptember 3-án a DNS-vizsgálat igazolta, hogy Till Tamás holttestét találták meg.
A nyomozás és Fehér többszöri tanúkénti kihallgatása során kiderült, hogy bár W. József telkén találták meg a holttestet és valószínűsíthetően maga W. József és K. Péter végezte a test bebetonozását, a bűncselekményről és a holttestről egyikőjük sem tudott, azt Fehér előzetesen rejtette el arra területre, amelyről tudta, hogy beton fog föléje kerülni. W. József és K. Péter idő közbeni elhalálozása kézenfekvővé tette Fehér számára, hogy a két ártatlan embert hozza gyanúba a gyilkossággal.
Till Tamást 2024. december 5-én helyezték végső nyugalomra Baján, a Kiscsávolyi temetőben.
2024. december 12-én a Bács-Kiskun Vármegyei Főügyészség közleménye szerint elfogták Fehér Jánost, akit Till Tamás megölésével gyanúsítanak. A Főügyészség álláspontja szerint a bűncselekmény nem évült el, mert minősített emberölés esetén az elévülési idő számítása fogalmilag kizárt.
2024. december 13-án a Bács-Kiskun Vármegyei Főügyészség indítványozta a gyilkossággal gyanúsított Fehér János letartóztatását, melyet december 14-én a Kecskeméti Járásbíróság elrendelt. A döntés ellen a gyanúsított és védője fellebbezett, azonban a Kecskeméti Törvényszék helybenhagyta a Járásbíróság döntését.
A Bács-Kiskun Vármegyei Főügyészség 2025. január 8-án benyújtott indítványára január 10-én a Kecskeméti Járásbíróság nyomozási bírója nem jogerős végzésében a gyanúsított, Fehér János letartóztatását 3 hónappal, április 14-ig meghosszabbította. A gyanúsított és védője fellebbezett, azonban a Kecskeméti Törvényszék helybenhagyta a döntést.
A Bács-Kiskun Vármegyei Főügyészség 2025. április 8-án benyújtott indítványára a gyanúsított, Fehér János letartóztatását a Kecskeméti Járásbíróság nyomozási bírója két hónappal, június 14-ig meghosszabbította.
A Bács-Kiskun Vármegyei Főügyészség 2025. június 4-én benyújtott indítványára a Kecskeméti Járásbíróság nyomozási bírója további három hónappal, szeptember 14-ig meghosszabbította a gyanúsított, Fehér János letartóztatását. A gyanúsított és védője fellebbezett, így a döntés még nem jogerős.
A rendőrség még[mikor?] nem hozta nyilvánosságra Till Tamás meggyilkolásának indítékát. A gyilkos eszköz egy ácskapocs volt.